# Synanthedon flavipectus
Synanthedon flavipectus là một loài bướm đêm thuộc họ Sesiidae. Nó được biết đến ở Ghana.